# پسر آبی کوچک
پسر آبی کوچک (به انگلیسی: Little Boy Blue) یک فیلم درام مستقل آمریکایی محصول سال ۱۹۹۷ به کارگردانی آنتونیو تیبالدی دربارهٔ یک خانواده ناکارآمد تگزاسی است. پدر، ری (جان سوج) جانباز جنگ ویتنام است که به دلیل آسیب دیدگی جنگی ناتوان مانده‌است. پسر دبیرستانی او جیمی وست (رایان فیلیپ) تلاش می‌کند تا از دو برادر کوچکتر خود در برابر پدر متجاوز محافظت کند. یک راز خانوادگی وجود دارد که فاش می‌شود

## بازیگران
- جیمی وست (پسر) - رایان فیلیپ
- ری وست (پدر) - جان سوج
- کیت وست (همسر) - ناستاسیا کینسکی
- مایکی وست (برادر) - آدام بورک
- مارک وست (برادر) - دوان مایکل
- تراسی (دوست دختر جیمی) - جنی لویس
- دوریس-جیم نایت (زن مرموز، مادر واقعی جیمی) - شرلی نایت
- نیت کار (بهترین دوست جیمی) - تایرین ترنر

## انتشار فیلم
این فیلم در ژوئن ۱۹۹۷ در جشنواره فیلم ایتالیا Mystfest به نمایش درآمد. در ایالات متحده، این فیلم برای اولین بار در جشنواره بین‌المللی فیلم همپتونز در اکتبر ۱۹۹۷ به نمایش درآمد.